# Marie Branser
Marie Branser (* 15. August 1992 in Leipzig) ist eine in Deutschland geborene Judoka. Sie trägt den 1. Dan.
Nachdem sie aus dem deutschen Nationalkader aussortiert wurde, entschied sich Branser 2019 für einen Nationenwechsel und ging für die Demokratische Republik Kongo an den Start. Sie ist fünffache Goldmedaillengewinnerin der afrikanischen Judo-Meisterschaften. Für den Kongo nahm sie an den Olympischen Sommerspielen 2020 in Tokio teil, bei denen sie in der ersten Runde ausschied. Nach Differenzen mit der Verbandsführung erfolgte ein weiterer Nationenwechsel nach Guinea, unter dessen Flagge sie bei den Olympischen Sommerspielen 2024 in Paris antrat. Hier verlor sie in der zweiten Runde gegen Anna-Maria Wagner.